# Eulophiella galbana
Eulophiella galbana là một loài thực vật có hoa trong họ Lan. Loài này được (Ridl.) Bosser & Morat mô tả khoa học đầu tiên năm 2001.